# Монтазери, Педжман
Педжма́н Монтазери́ (перс. پژمان منتظری‎; род. 6 сентября 1983, Ахваз) — иранский футболист, защитник клуба «Аль-Харитият». Выступал за сборную Ирана.

## Клубная карьера

### «Фулад»
Педжман Монтазери был в числе ведущих игроков клуба «Фулад», ставшего чемпионом Ирана в сезоне 2004/2005, Монтазери также играл за «Фулад» в групповом турнире Лиги чемпионов АФК 2006 года.

### «Эстегляль»
После вылета «Фулада» в Азадеган Лигу Монтазери перебрался в тегеранский Эстегляль. Он регулярно выходил в стартовом составе клуба в первые два сезона своего пребывания там, побеждая в чемпионате и кубке Ирана. Педжман продлил свой контракт с «Эстеглялем» до 2013 года, выиграв с ним чемпионский титул в сезоне 2012/2013. Он сумел также достичь вместе с клубом 1/2 финала Лиги чемпионов АФК 2013 года.

### «Умм-Салаль»
Монтазери перешёл в катарский клуб «Умм-Салаль» 5 января 2014 года. В момент прихода Монтазери в команду, она располагалась в зоне вылета, опыт и лидерские качества Монтазери помогли клубу достичь более достойного 7-го места в чемпионате Катара.

### Клубная статистика
Данные на  30 апреля 2014 
|                  |                  |                  | Лига | Лига | Кубок       | Кубок       | Азиатские | Азиатские | Всего | Всего |
| Сезон            | Клуб             | Лига             | Игры | Голы | Игры        | Голы        | Игры      | Голы      | Игры  | Голы  |
| Иран             | Иран             | Иран             | Лига | Лига | Кубок Ирана | Кубок Ирана | Азия      | Азия      | Всего | Всего |
| ---------------- | ---------------- | ---------------- | ---- | ---- | ----------- | ----------- | --------- | --------- | ----- | ----- |
| 2004/05          | Фулад            | Про Лига         | 29   | 2    |             |             | -         | -         | 29    | 2     |
| 2005/06          | Фулад            | Про Лига         | 28   | 1    |             |             | 6         | 1         | 34    | 2     |
| 2006/07          | Фулад            | Про Лига         | 24   | 2    | 2           | 0           | -         | -         | 26    | 2     |
| 2007/08          | Эстегляль        | Про Лига         | 31   | 2    | 6           | 1           | -         | -         | 37    | 3     |
| 2008/09          | Эстегляль        | Про Лига         | 28   | 0    | 2           | 0           | 4         | 0         | 34    | 0     |
| 2009/10          | Эстегляль        | Про Лига         | 32   | 2    | 2           | 0           | 7         | 1         | 41    | 3     |
| 2010/11          | Эстегляль        | Про Лига         | 32   | 2    | 3           | 1           | 6         | 0         | 41    | 3     |
| 2011/12          | Эстегляль        | Про Лига         | 28   | 2    | 4           | 0           | 7         | 0         | 39    | 2     |
| 2012/13          | Эстегляль        | Про Лига         | 29   | 1    | 3           | 1           | 8         | 1         | 40    | 3     |
| 2013/14          | Эстегляль        | Про Лига         | 19   | 1    | 1           | 0           | 4         | 0         | 24    | 1     |
| Катар            | Катар            | Катар            | Лига | Лига | Кубок эмира | Кубок эмира | Азия      | Азия      | Всего | Всего |
| 2013/14          | Умм-Салаль       | Старс Лига       | 13   | 0    | 1           | 0           | -         | -         | 14    | 0     |
| Всего            | Иран             | Иран             | 279  | 15   | 22          | 3           | 42        | 3         | 343   | 20    |
| Всего            | Катар            | Катар            | 13   | 0    | 1           | 0           | -         | -         | 14    | 0     |
| Всего за карьеру | Всего за карьеру | Всего за карьеру | 292  | 15   | 23          | 3           | 42        | 3         | 357   | 20    |

## Международная карьера
Педжман Монтазери был членом сборной Ирана до 23 лет, участвовавшей на летних Азиатских играх 2006 года. Он также вызывался в главную сборную Ирана для участия в отборочных матчах к Чемпионату мира 2014, отборочном турнире Кубка Азии 2015 и Кубке Федерации футбола Западной Азии 2012 тренером Карлушем Кейрошем. 1 июня 2014 года он был назван в качестве игрока сборной Ирана, отправляющейся на Чемпионат мира 2014 под руководством главного тренера Карлуша Кейроша.

### Голы за сборную Ирана
| # | Дата           | Место                  | Соперник  | Счёт | Результат | Соревнование      |
| - | -------------- | ---------------------- | --------- | ---- | --------- | ----------------- |
| 1 | 5 октября 2011 | стадион Азади, Тегеран | Палестина | 5-0  | 7-0       | Товарищеский матч |

## Личная жизнь
Брат Педжмана, Надар Монтазери играет в составе сборной Ирана по регби, а его кузен, Рузбех Мадади, в настоящее время является тенером в Иранской национальной футбольной академии в Тегеране.

## Достижения
«Фулад»
- Чемпионат Ирана: 2004/05 (чемпион)

«Эстегляль»
- Чемпионат Ирана: 2008/09 (чемпион), 2010/11 (2-е место), 2012/13 (чемпион)
- Кубок Ирана: 2007/08 (победитель), 2011/12 (победитель)